# Томислав Враньїч
Томислав Враньїч (хорв. Tomislav Vranjić, нар. 30 жовтня 1983, Вінковці) — хорватський футболіст, що грав на позиції воротаря.

## Клубна кар'єра
У дорослому футболі дебютував 2003 року виступами за команду «Цибалія», в якій провів два сезони, взявши участь у 28 матчах чемпіонату. 
У сезоні 2005/06 виступав за «Вартекс», з яким став фіналістом Кубка Хорватії, після чого перейшов у «Динамо» (Загреб). У столичному гранді наступного сезону Враньїч виграв «золотий дубль», але не зіграв жодного матчу, через що по його завершення перейшов у «Інтер» (Запрешич).
Своєю грою за останню команду привернув увагу представників тренерського штабу клубу «Лариса», до складу якого приєднався 2008 року. Відіграв за лариський клуб наступні два сезони своєї ігрової кар'єри, втім основним воротарем не був. Надалі грав за іранський «Дамаш Гілан».
2011 року повернувся у рідну «Цибалію», де з перервами на виступи у казахському «Жетису» грав до 2016 року. Надалі грав у нижчолігових хорватських командах, а завершив ігрову кар'єру у німецькому клубі «Тур Абдін» з Берліна, за який виступав протягом 2017—2020 років.

## Виступи за збірні
2001 року дебютував у складі юнацької збірної Хорватії (U-18), загалом на юнацькому рівні взяв участь у 17 іграх, пропустивши 17 голів.
Протягом 2002—2005 років залучався до складу молодіжної збірної Хорватії, з якою брав участь у молодіжному чемпіонаті Європи 2004 року в Німеччині, де Хорватія посіла останнє місце в групі, набравши лише одне очко. Всього на молодіжному рівні зіграв у 26 офіційних матчах, що на той момент було рекордом команди. Згодом його побив Лука Іванушець.

## Титули і досягнення
- Чемпіон Хорватії (1):

«Динамо» (Загреб): 2006/07
- Володар Кубка Хорватії (1):

«Динамо» (Загреб): 2006/07